# شاهزاده روستیسلاو رومانوف (متولد ۱۹۸۵)
شاهزاده روستیسلاو روستیسلاوویچ رومانوف (روسی: Ростисла́в Ростисла́вович Рома́нов (متولد ۲۱ مه ۱۹۸۵) یک شاهزاده و نقاش روسی است که در ایلینوی متولد شده و در بریتانیا زندگی می‌کند. او عضوی از خانواده رومانوف، سلسله سلطنتی سابق روسیه است. او همچنین با نام‌های «روستی» و «میشا» شناخته می‌شود. از آنجایی که هیچ‌یک از پسران شاهزاده اندرو رومانوف فرزند ذکور ندارند، روستیسلاو در ردیف سوم برای به ارث بردن ادعای آنها بر تاج و تخت روسیه قرار دارد.

## اوایل زندگی
رومانوف در سال ۱۹۸۵ در لیک فارست، ایلینوی به عنوان فرزند دوم و پسر ارشد شاهزاده روستیسلاو روستیسلاوویچ رومانوف (۱۹۳۸–۱۹۹۹) و همسرش، لیدی آمپت‌هیل (متولد ۱۹۴۹) به دنیا آمد.

## آموزش
روستیسلاو در مدارس برامبلی و میلتون ابی و در دانشگاه فالموث تحصیل کرد و از آنجا با مدرک لیسانس هنرهای زیبا فارغ‌التحصیل شد.

## کار
روستیسلاو یک هنرمند منظره‌پرداز است. او به ویژه به نقاشی در فضای باز علاقه دارد و بسیاری از آثار هنری او حومه ساسکس را به تصویر می‌کشد یا از سفرهایش در روسیه و جاهای دیگر الهام گرفته شده است. او در درجه اول با رنگ روغن کار می‌کند و نقاشی‌های مجسمه‌سازی و سه‌بعدی را عمدتاً با تکنیک ایمپاستو خلق می‌کند. مهم‌ترین آثار اولیه او از پاستل استفاده می‌کند. پاستل یا آبرنگ همچنین وسیله‌ای برای مطالعه نقاشی‌های مهم‌تر اوست. آثار او شامل چاپ برجسته، قلم‌زنی با اسید و قلم‌زنی با پودر نرم است.

## نمایشگاه‌ها
اولین نمایشگاه انفرادی او در سال ۲۰۱۱ در گالری فابریکا، کوپلا در مسکو برگزار شد. از آن زمان، او در نمایشگاه‌های متعددی در بریتانیا و سطح بین‌المللی شرکت کرده است. او دو بار در موزه هنر آ. کاستیف در آلماتی، قزاقستان نمایشگاه برگزار کرده و در نمایشگاه‌هایی در دبی و موناکو شرکت داشته است. در لندن، دو بار در گالری بریک لین، لندن نمایشگاه برگزار کرده است. در ماه مه ۲۰۱۸، او نمایشگاه انفرادی «شیوه زندگی» را در گالری سی. جان، میفر برگزار کرد.

## تولد و خانواده
شاهزاده روستیسلاو روستیسلاووویچ در لیک فارست، ایلینوی، به عنوان پسر ارشد و فرزند دوم شاهزاده روستیسلاو روستیسلاووویچ و همسر دومش، کریستیا ایپسن (متولد ۱۹۴۹) متولد شد. او یک خواهر بزرگتر، پرنسس الکساندرا (متولد ۱۹۸۳) و یک برادر کوچکتر، شاهزاده نیکیتا (متولد ۱۹۸۷) دارد. از ازدواج اول پدرش با استفانا وردل کوک، او یک خواهر ناتنی بزرگتر، پرنسس استفانا (متولد ۱۹۶۳) دارد.
شاهزاده روستیسلاو به شاخه میهایلوویچی خاندان رومانوف تعلق دارد و از نوادگان پسری دوک بزرگ میخائیل نیکولاویچ روسیه، کوچک‌ترین پسر امپراتور نیکلاس اول، است. او همچنین از نوادگان امپراتوران الکساندر دوم و الکساندر سوم است و نتیجه بزرگ دوشس بزرگ زنیا الکساندرونا روسیه (خواهر آخرین امپراتور نیکلاس دوم) و همسرش دوک بزرگ الکساندر میخائیلوویچ روسیه است. شاهزاده روستیسلاو از سال ۱۹۸۵ عضو انجمن خانواده رومانوف بوده و بین سال‌های ۲۰۰۷ تا ۲۰۱۳ عضو کمیته بوده است
شاهزاده تا دو ماهگی در شیکاگو زندگی می‌کرد، زمانی که پدرش خانواده‌اش را به لندن منتقل کرد. سپس خانواده به شهر رای در ساسکس شرقی نقل مکان کردند، جایی که او دوران نوجوانی خود را گذراند. شاهزاده روستیسلاو در مدارس برامبلی و میلتون ابی و در دانشگاه فالموث در رشته هنرهای زیبا تحصیل کرد.
شاهزاده روستیسلاو در سال ۱۹۹۸ به همراه والدین و خواهر و برادرانش برای شرکت در مراسم تدفین مجدد امپراتور نیکلاس دوم و خانواده‌اش به روسیه سفر کرد. شش ماه بعد، در ۷ ژانویه ۱۹۹۹، پدرش در جریان جشن کریسمس روسیه درگذشت. اگرچه او به دلیل سرطان تحت درمان قرار گرفته بود، برخی گمان می‌کنند که او به دلیل گرد و غبار موجود در کلیسایی که مراسم تشییع جنازه امپراتوری در آن برگزار شد، به یک بیماری نادر مبتلا شده است. از دست دادن درآمد شاهزاده فقید، خانواده‌اش را با مشکلات مالی روبرو کرد. پرنسس رومانووا برای تأمین معاش خانواده، یک مهمانخانه در یک عمارت قرن هجدهمی در رای، ساسکس شرقی، راه‌اندازی کرد. با این حال، خانه در وضعیت نیمه متروکه‌ای قرار داشت و نیاز به بازسازی داشت. از آنجایی که در ابتدا آشپزخانه‌ای وجود نداشت، بچه‌ها مجبور بودند سطل‌های آب را تا حمام حمل کنند تا ظرف‌ها را در وان بشویند. مادرش بعداً با دیوید ویتنی ارسکین راسل، وارث عنوان بارون آمپت‌هیل، ازدواج کرد.

## شاهزاده روسی
در ۲۳ سپتامبر ۲۰۰۶، شاهزاده روستیسلاو مهمان مراسم یادبود مادربزرگ بزرگش ، ملکه ماریا فئودوروونا (که با نام پرنسس داگمار دانمارک متولد شد) در کلیسای جامع روسکیله در دانمارک بود. سپس او در مراسم تدفین مجدد بقایای مادربزرگ بزرگش در روسیه شرکت کرد و در آنجا اعلام کرد که در حال بررسی مهاجرت به روسیه است. انجمن خانواده رومانوف، روستیسلاو را چهارمین نفر در صف تاج و تخت می‌داند، اما شاخه دیگری از خانواده بر سر این خط جانشینی اختلاف نظر دارد. علاوه بر این، انجمن خانواده رومانوف از زمان تشکیل خود در سال ۱۹۷۹، اساساً هرگونه ادعایی بر تاج و تخت روسیه را رد کرده است.
در نوامبر ۲۰۰۷، شاهزاده روستیسلاو در مستندی تولید شده توسط شبکه ۳ فرانسه با عنوان «نام خانوادگی رومانوف» حضور یافت که در آن از او در حال بازدید از سن پترزبورگ، پایتخت سابق امپراتوری، فیلمبرداری شده بود. در ژوئیه ۲۰۰۹، او به همراه پسرعمویش ، شاهزاده دیمیتری رومانوویچ، در مراسمی در سن پترزبورگ برای بزرگداشت نود و یکمین سالگرد قتل نیکلاس دوم و خانواده‌اش شرکت کرد. همچنین اعلام شد که او برای یادگیری زبان به روسیه سفر کرده است.

## زندگی فعلی
در سال ۲۰۰۹، شاهزاده روستیسلاو اولین رومانوفی بود که به روسیه بازگشت، جایی که دو سال زندگی کرد و به تحصیل زبان روسی پرداخت. او در حال حاضر وقت خود را بین بریتانیا و روسیه تقسیم می‌کند.
رئیس فقید انجمن خانواده رومانوف، شاهزاده نیکلاس، او را به عنوان نماینده رسمی این انجمن در روسیه منصوب کرد. در مارس ۲۰۲۳، روستیسلاو به عنوان رئیس انجمن خانواده رومانوف انتخاب شد. از سال ۲۰۱۴ تا به امروز، شاهزاده روستیسلاو مایه افتخار فرقه ارتدکس سنت جان (OOSJ) بوده است.
در سال ۲۰۱۰، شاهزاده روستیسلاو به عنوان مدیر افتخاری هیئت مدیره قدیمی‌ترین کارخانه روسیه، که توسط جدش پتر کبیر تأسیس شده بود، منصوب شد: کارخانه ساعت‌سازی پترودورتس - راکتا. او همچنین مشاور بخش خلاقیت کارخانه بود.

## ازدواج و پرنسس روستیسلاو
در سپتامبر ۲۰۲۱، شاهزاده روستیسلاو در یک مراسم مذهبی در کلیسای جامع الکساندر نوسکی در پاریس با فوتینی جورجانتا ازدواج کرد. مراسم عروسی در ساختمان اتحادیه بین‌المللی، ساختمانی که پس از جنگ‌های ناپلئونی برای مدت کوتاهی سفارت روسیه در پاریس در آن قرار داشت، برگزار شد.
پرنسس از یکی از قدیمی‌ترین خانواده‌های تولیدکننده عطر در یونان است، و در آتن بزرگ شد. او بعداً در کالج سنت آن، دانشگاه آکسفورد، زبان فرانسه و یونانی بیزانسی را آموخت و سپس تحصیلات تکمیلی خود را در رشته دراماتورژی در دانشکده سخنرانی و نمایش سلطنتی مرکزی دانشگاه لندن به پایان رساند. پس از آن، پرنسس به مدت یک دهه به عنوان نمایشنامه‌نویس تاریخی کار کرد، قبل از اینکه به کار در دو بنیاد خیریه روی آورد.
این زوج یک پسر به نام پرنس روستیسلاو (متولد ۲۰۱۳) دارند.